# Les Shannon
Leslie Shannon, detto Les (Liverpool, 12 marzo 1926 – Leighton Buzzard, 2 dicembre 2007), è stato un allenatore di calcio e calciatore inglese, di ruolo attaccante.

## Carriera

### Giocatore

#### Club
In giovane età, Shannon fu scartato dall'Everton, poiché considerato troppo basso (170 cm). A partire dal novembre 1944, così, giocò nel Liverpool. L'anno successivo segnò proprio una rete contro l'Everton, in un derby del Merseyside valido per la Liverpool Senior Cup. Effettuò il debutto nei Reds di George Kay quattro anni più tardi: il 17 aprile 1948, infatti, subentrò ad Albert Stubbins in una sfida contro il Manchester City. L'unica rete in squadra arrivò un anno più tardi, in una vittoria per 1-2 sul campo dello Sheffield United.
Fu successivamente ceduto al Burnley, in cambio di 6.000 sterline. Arretrò il proprio raggio d'azione di qualche metro e diventò una mezzala. Le prime due stagioni furono avare di gol e deludenti nelle prestazioni, ma le cose cambiarono nella First Division 1951-1952, in cui siglò 11 reti in 34 presenze. Sostituì Billy Morris come partner di centrocampo di Jimmy McIlroy nel campionato 1952-1953 e contribuì a far raggiungere il 6º posto finale al Burnley di Frank Hill con le sue 16 reti in 46 partite. Shannon realizzò 9 reti in 33 incontri nel campionato seguente, ma quando Alan Brown fu nominato nuovo allenatore la sua media reti diminuì, con un gol in 43 presenze nel campionato 1954-1955. Le medie reti negli anni seguenti furono piuttosto simili: 2 reti in 44 incontri nel 1955-1956, 2 in 27 nel 1956-1957 e 2 in 38 nel 1957-1958. Harry Potts, nominato nuovo manager, gli concesse meno spazio nel campionato 1958-1959 e Shannon si ritirò così al termine della stagione, ma capitanò la squadra riserve del Burnley per un'ulteriore stagione.

### Allenatore
Shannon entrò nello staff tecnico dell'Everton nel 1959 e vi rimase per tre anni. Nel 1962, diventò assistente di Billy Wright all'Arsenal. Il primo incarico vero e proprio, però, arrivò nel 1966 con la chiamata del Bury. Il Bury chiuse la Second Division 1966-1967 all'ultimo posto e Shannon fu licenziato, ma tornò ad allenare la squadra due mesi più tardi, a causa del cambio di dirigenza del club. La squadra centrò l'immediata promozione, ma retrocesse nuovamente un anno più tardi.
Shannon diventò allora tecnico del Blackpool, prima di trasferirsi in Grecia, al PAOK. Con questa squadra, vinse due edizioni della Coppa di Grecia (1971-1972 e 1973-1974). Guidò poi l'Iraklis, con cui vinse la Coppa di Grecia 1975-1976. Seguirono esperienze con l'Olympiacos e il Panachaiki.
Dopo un'esperienza all'OFI Creta, diventò allenatore dei norvegesi del Brann. La formazione militava all'epoca nella 2. divisjon, ma vinse il campionato 1980 e si guadagnò così la promozione. Shannon rimase per un'altra stagione, culminata con una salvezza nel campionato 1981. Tornò in seguito all'OFI Creta, dove restò per un altro biennio.

### Dopo il ritiro
Shannon collaborò con Pelé in occasione delle riprese del film Fuga per la vittoria, contribuendo a preparare le scene calcistiche presenti nella pellicola e a reclutare il cast. Lavorò anche come consulente nella serie televisiva The Manageress di Channel 4, nel 1989.

## Palmarès

### Allenatore

#### Competizioni nazionali
- Coppa di Grecia: 3

PAOK Salonicco: 1971-1972, 1973-1974
Iraklis: 1975-1976